# Leonardo Bruni
Leonardo Bruni   (Arezzo, 1369 (Gregorià) - Florència, 1444) o Leonardo Aretino, humanista, historiador i polític italià.

## Biografia
Malgrat que la seva família era aretina, es traslladà a Florència, esdevenint ciutadà florentí el 1416. A Florència aprengué retòrica i feu amistat amb els humanistes Niccolò Niccoli, Poggio Bracciolini i Palla Strozzi, coetanis seus, freqüentant també a mestres com Coluccio Salutati i Manuel Crisolores.
A partir de 1405 va emprendre una carrera política a Roma, al servei d'Innocenci VII. El 1411 participà en el Concili de Constança en el seguici de l'antipapa Joan XXIII i des del 1415 s'establí definitivament a Florència, exercint el càrrec de canceller de la República de Florència des del 1427 fins a la seva mort, a la mateixa Florència, el 1444. Está enterrat a l'església de la Santa Croce.

## Obra

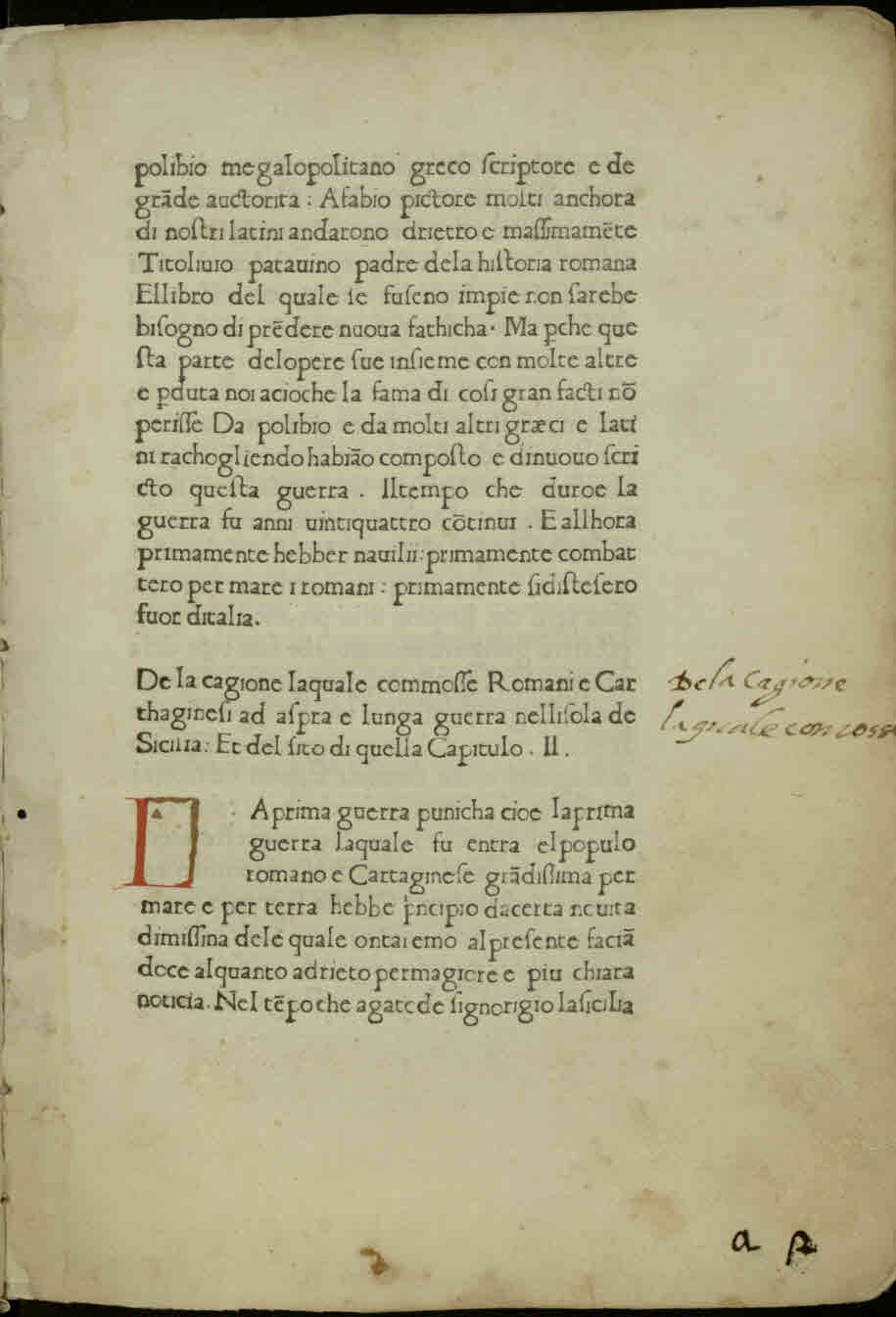
De primo bello punico, 1471

Va escriure una Historiae Florentini populi, en 12 llibres, que fou impresa el 1492. Aquesta obra destaca, a la seva època, per adoptar un mètode historiogràfic científic: confrontació de documents i allunyament d'una concepció providencialista de la història. En vulgar va escriure una Vita di Dante i una Vita di Petrarca, ambdues de 1434, així com algunes rimes i novelle (traduïda per Susanna Allés Torrent a l'editorial Adesiara l'any 2014). També compongué una peça dramàtica, la comèdia Poliscena, que és un dels antecedents de La Celestina.
Una altra obra seva, De studis et litteris, ad illustrem dominam Baptistam de Malatestis és un breu tractat, en la forma usual a l'època d'una carta, que constitueix probablement el primer tractat humanista sobre educació dirigit a una dona, Baptista di Montefeltro (o Baptista di Malatesta, com a nom de casada), que es considera una de les primeres en la sèrie de dones estudioses pròpies del Renaixement. Consta que aquesta obra tingué difusió en terres catalanes, constant-ne un exemplar a la biblioteca de l'humanista català Pere Miquel Carbonell.
Fou un dels millors escriptors de llatí del seu temps i s'esmerçà a aconseguir que es traduïssin del grec les obres de Plató i Aristòtil.